# 普夫赖
普夫赖（法語：Pouvrai，法語發音：[puvʁɛ] ⓘ）是法国奥恩省的一个市镇，属于莫尔塔涅欧佩什区。

## 地理
普夫赖（48°16'36"N, 0°31'4"E）面积6.8 平方千米，位于法国诺曼底大区奧恩省，该省份为法国西北部内陆省份，北起顺时针与卡爾瓦多斯省、厄尔省、厄尔-卢瓦省、萨尔特省、马耶讷省和芒什省接壤。
与普夫赖接壤的市镇（或旧市镇、城区）包括：伊热、贝卢勒特里沙尔、圣科姆昂韦赖。

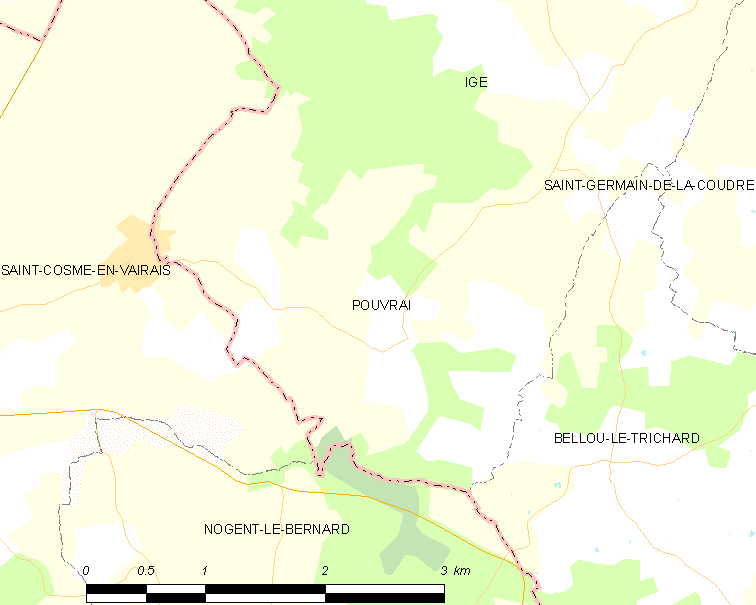
普夫赖的OSM定位图

普夫赖的时区为UTC+01:00、UTC+02:00（夏令时）。

## 行政
普夫赖的邮政编码为61130，INSEE市镇编码为61336。

## 政治
普夫赖所属的省级选区为瑟通县。

## 人口

1962-2008年间普夫赖人口变化图示

普夫赖于2022年1月1日时的人口数量为103人。